# Regno di Tondo
Il Regno di Tondo (detto anche di Tundo, Tundun, Tundok, Lusung) fu un regno fortificato situato nella baia di Manila, a nord del fiume Pasig, sull'isola di Luzon nelle Filippine.
È uno degli insediamenti menzionati nell'Iscrizione del piatto di rame della Laguna.
Fu un regno indianizzato del X secolo con scambi diplomatici e commerciali con la Cina durante la Dinastia Ming.
Divenne così una forza stabile nel commercio nel sud est e nell'est asiatico.
La preminenza regionale del regno culminò durante il periodo della sua alleanza e rapporti commerciali con il sultano del Brunei Bolkiah, quanto intorno al 1500 raggiunge il suo apice di forza tassalocratica a nord dell'arcipelago filippino. 
Quando gli spagnoli arrivarono nel regno nel 1570 e sconfissero i governatori locali nella baia di Manila nel 1591, Tondo perse l'indipendenza e entrò a far parte dell'amministrazione di Manila (un forte spagnolo costruito sulle rovine di Kota Seludong).
Tondo è oggi un distretto della città di Manila.